# Васягин, Семён Петрович
Семён Петрович Васягин (2 [15] февраля 1910, село Беляево Корчевского уезда Тверской губернии, ныне в составе Кимрского района Тверской области — 14 апреля 1991, Москва) — политический работник советских Вооружённых сил, генерал армии (1976). Член ЦРК КПСС (1966—1981).

## Биография
Родился в семье крестьянина. Трудился с 14 лет, рабочий-строитель, после окончания школы стал заведующим библиотекой. Затем работал в органах суда и прокуратуры.

## Довоенная служба
В 1932 году призван на срочную службу в Красную Армию, служил красноармейцем в железнодорожных войсках. Член ВКП(б) с 1932 года. Уже в 1933 году переведён на партийно-политическую работу в войска НКВД СССР, был секретарем бюро ВЛКСМ подразделения, инструктором по политработе в войсках, помощником начальника политотдела воинской части по комсомольской работе, с 1937 — старшим инструктором Главного управления политпропаганды пограничных и внутренних войск НКВД СССР. Окончил Коммунистический университет в Москве в 1937 году. В 1939 году некоторое время был комиссаром Путивльского лагеря военнопленных поляков, захваченных во время Польского похода РККА.

## Великая Отечественная война
В годы Великой Отечественной войны с сентября 1941 года — в действующей армии. Первоначально был начальником политотдела 252-й стрелковой дивизии на Западном и Калининском фронтах. С августа 1942 года — в 381-й стрелковой дивизии, которая входила в состав 39-й армии и 3-й ударной армии Калининского и 1-го Прибалтийского фронтов: комиссар дивизии, с октября 1942 года — заместитель командира дивизии по политчасти, с июня 1943 года — начальник политотдела — заместитель командира дивизии по политчасти. С 1944 года до конца войны — начальник политотдела — заместитель командира по политчасти 60-го стрелкового корпуса на 3-м Белорусском фронте, участвовал в Восточно-Прусской наступательной операции.
Участник Парада Победы 24 июня 1945 года.

## Послевоенное время

Могила С. П. Васягина на Новодевичьем кладбище Москвы.

После войны продолжал занимать должность начальника политотдела — заместителя командира по политчасти стрелкового корпуса. В 1948 году окончил курсы переподготовки политсостава при Военно-политической академии имени В. И. Ленина. С августа 1949 года — начальник политуправления и заместитель командующего войсками Архангельского военного округа. С апреля 1950 года — член Военного совета — начальник политуправления Дальневосточного военного округа, с октября 1957 года — член Военного совета — начальник политуправления Одесского военного округа, с 1958 года — член Военного совета — начальник политуправления Группы советских войск в Германии. Генерал-лейтенант (август 1955).
В 1967—1980 годах — член Военного совета — начальник политуправления Сухопутных войск СССР.
Воинское звание генерал армии присвоено 19 февраля 1976 года. С 1980 года до конца жизни — военный инспектор-советник Группы генеральных инспекторов Министерства обороны СССР.
Жил в Москве. Был депутатом Верховного Совета СССР 4-го (1954—1958) и 6—10-го (1962—1984) созывов. Член Центральной ревизионной комиссии КПСС (1966—1981). Похоронен на Новодевичьем кладбище.

## Награды СССР
- Орден Октябрьской Революции (14.02.1980)[2]
- 4 ордена Красного Знамени (в том числе 05.05.1942, 31.03.1945, 1952)
- Орден Кутузова 2-й степени (19.09.1944)
- 2 ордена Отечественной войны 1-й степени (02.05.1943, 11.03.1985)
- 2 ордена Трудового Красного Знамени (в том числе 04.02.1970)
- ордена «За службу Родине в Вооружённых Силах СССР» 2-й (1990) и 3-й (1975) степеней
- 2 ордена Красной Звезды
- Медаль «За боевые заслуги» (21.02.1945)
- Медаль «В ознаменование 100-летия со дня рождения Владимира Ильича Ленина»
- Медаль «За победу над Германией в Великой Отечественной войне 1941—1945 гг.»
- Медаль «Двадцать лет Победы в Великой Отечественной войне 1941—1945 гг.»
- Медаль «Тридцать лет Победы в Великой Отечественной войне 1941—1945 гг.»
- Медаль «В память 800-летия Москвы»
- 2 медали «За освоение целинных земель»
- Медаль «30 лет Советской Армии и Флота»
- Медаль «40 лет Вооружённых Сил СССР»
- Медаль «50 лет Вооружённых Сил СССР»
- Медаль «60 лет Вооружённых Сил СССР»

## Иностранные награды
- Офицерский крест ордена Возрождения Польши (ПНР)
- Орден «За заслуги перед Отечеством» в золоте (ГДР)
- Орден «9 сентября 1944 года» с мечами 2-й степени (НРБ, 1974)
- 2 ордена Боевого Красного Знамени (МНР, 1971, …)
- Медаль «50 лет Монгольской Народной Революции» (МНР)
- Медаль «50 лет Монгольской Народной Армии» (МНР)
- Медаль «30 лет Халхин-Гольской Победы» (МНР)
- Медаль «30 лет Победы над милитаристской Японией» (МНР)
- Медаль «40 лет Халхин-Гольской Победы» (МНР)
- Медаль «60 лет Вооружённым Силам МНР» (МНР)
- Медаль «50 лет Монгольской Народной Армии» (МНР)
- Медаль «За боевое содружество» в серебре (ВНР)
- Медаль «Военная доблесть» (СРР, 1980)
- Медаль «90 лет со дня рождения Георгия Димитрова» (НРБ)
- Медаль «100 лет со дня рождения Георгия Димитрова» (НРБ)
- Медаль «100 лет Освобождения Болгарии от османского рабства» (НРБ)
- Медаль «Воину-интернационалисту от благодарного афганского народа» (ДРА)
- Медаль «Братство по оружию» в золоте (ГДР)
- Медаль «За укрепление дружбы по оружию» 1-й степени (ЧССР)